# آلبرخه
آلبرخه (به اسپانیایی: Alborge) یک دهستان در اسپانیا است که در استان ساراگوسا واقع شده‌است. آلبرخه ۴ کیلومتر مربع مساحت و ۱۳۰ نفر جمعیت دارد.